# Klasseneinteilung im Sport
Die Klasseneinteilung der meisten Sportarten erfolgt auf verschiedene Weisen. Die dadurch entstehenden Gruppen führen entweder separate Wettkämpfe durch oder werden im Rahmen gemeinsamer Wettbewerbe gesondert gewertet.
Wesentliche Klassifizierungsmerkmale sind Geschlecht, Lebensalter, Körpergewicht, ggf. auch Körpergröße, sowie körperliche Leistungsfähigkeit. Hinzu kommen u. U. noch Varianten des Sportgeräts. Daraus ergeben sich zum Beispiel Jahrgangsklassen, Ligen und Gewichtsklassen.

## Altersklassen
In fast allen Sportarten gibt es unterhalb der Erwachsenenklasse die Altersklasse der Junioren (auch U 19 oder U 18 genannt), in der jugendliche Sportler unter sich kämpfen und in der es Wettkämpfe bis hin zu Weltmeisterschaften gibt. In den meisten verbreiteten Sportarten hat sich eine Struktur durchgesetzt, die überwiegend auf einer 2-jährigen Klassenzugehörigkeit basiert und bei der nicht der Geburtstag, sondern das Geburtsjahr ausschlaggebend ist (Jahrgangsklasse). Daraus folgt, dass Sportler, die die Altersgrenze schon oder erst im Laufe des Jahres erreichen, ihre Klassenzugehörigkeit während einer Saison beibehalten, was insbesondere in Mannschaftssportarten wichtig ist. Aus gleichem Grund sind Jugendklassen im deutschen Fußball Jahresübergreifend geordnet, zum Beispiel U 19/U 18.
| Klasse  | Beschreibung             |
| ------- | ------------------------ |
| Bambini | Sportler unter 6 Jahren  |
| U 7     | Sportler unter 7 Jahren  |
| U 8     | Sportler unter 8 Jahren  |
| U 9     | Sportler unter 9 Jahren  |
| U 10    | Sportler unter 10 Jahren |
| U 11    | Sportler unter 11 Jahren |
| U 12    | Sportler unter 12 Jahren |
| U 13    | Sportler unter 13 Jahren |
| U 14    | Sportler unter 14 Jahren |
| U 15    | Sportler unter 15 Jahren |
| U 16    | Sportler unter 16 Jahren |
| U 17    | Sportler unter 17 Jahren |
| U 18    | Sportler unter 18 Jahren |
| U 19    | Sportler unter 19 Jahren |
| U 20    | Sportler unter 20 Jahren |
| U 23    | Sportler unter 23 Jahren |

Es ist jedoch teilweise – je nach Wettkampfregeln der einzelnen Sportarten – auch möglich, in einer höheren Altersklasse anzutreten.
Für die Altersklassen-Bezeichnungen und -Strukturen gibt es in fast allen Sportarten eigene Regeln. In einigen Sportarten, wie z. B. im Fußball und im Schwimmen, gibt es ab einem gewissen Alter für jeden Jahrgang eine eigene Altersklasse.

## Besonderheiten

### U 23
Sportler dieser Altersklasse nehmen gewöhnlich an den Wettkampfklassen der Erwachsenen teil, haben aber die Option, sich gegebenenfalls in separaten Wettbewerben der U 23 zu messen. Diese gibt es vor allem auf internationaler Ebene.

### A-, B-, C-Jugend
Neben der Einteilung in genaue Altersklassen (den bereits beschriebenen sogenannte „U-Einteilungen“), gibt es, besonders im Fuß- und Handball, auch eine andere Einteilungsmöglichkeit, die zwar ebenfalls altersabhängig ist, aber mit den entsprechenden Buchstaben gekennzeichnet wird. So stellt die sogenannte A-Jugend die älteste Gruppe an jugendlichen Sportlern dar. Demnach lauten die Nächstjüngeren B-Jugend, C-Jugend, D-Jugend, E-Jugend, F-Jugend und G-Jugend.
Beispiel
A-Jugend oder A-Junioren ist die älteste Gruppe von Jugendsportlern, beispielsweise im Fußball oder Handball. In der Regel beträgt das Alter 17 bis 19 Jahre. Dabei wird in verschiedenen Sportarten unterschiedlich differenziert:
- die A-Jugend im Fechtsport beschreibt die Altersklasse der 14- bis 16-jährigen Jugendlichen
- A-Junioren im Fußball (auch U 19/U 18) einer Spielzeit sind Spieler, die im Kalenderjahr, in der das Spieljahr beginnt, das 17. oder das 18. Lebensjahr vollenden oder vollendet haben. (In dieser Altersklasse sind auch Juniorinnen-Mannschaften zulässig.)
- in der Leichtathletik bezeichnet A-Jugend bzw. U20 diejenigen, die zu Beginn eines Kalenderjahres 17 oder 18 Jahre alt sind, im Jahresverlauf also 18 oder 19 Jahre alt werden.[2]
- im Radsport war die Bezeichnung A-Jugend noch bis in die 1980er Jahre gebräuchlich. Dann wurde sie durch die international übliche Bezeichnung U 19 abgelöst. Parallel wird die Bezeichnung Junioren verwendet.

Ähnlich verhält es sich mit den anderen Einteilungen (B-, C- und D-Jugend). Die fortlaufende Bezeichnung mit Buchstaben entspricht der sich verjüngenden Jugendsportlergruppe.

### Senioren, Masters
Die Bezeichnungen im Seniorensport sind insgesamt sehr uneinheitlich. Während einige Sportarten den Begriff „Senioren“ in der Abgrenzung zu den „Junioren“ als Synonym für den gesamten Erwachsenenbereich ab 18 Jahren verwenden, gilt er in anderen Sportarten erst ab einem höheren Lebensalter von oft etwa 30 Jahren, ab dem man eine zurückgehende Leistungsfähigkeit unterstellt. Diese Klassen bezeichnet man auch als Masters, Veteranen- oder Altersklasse.
So wertet etwa der Deutsche Leichtathletik-Verband Athleten nach ihrem Geburtsjahr als Senioren, beginnend mit den Altersklassen M35 und W35 usw. in 5-Jahres-Schritten. Auf Landesebene sind auch die Altersklassen M30 und W30 als Seniorenklassen zulässig. Die internationale Seniorenleichtathletik wertet demgegenüber die Zugehörigkeit zu den fünf Jahre umfassenden Altersklassen individuell nach dem Geburtstag des jeweiligen Athleten.
Der Deutsche Schwimm-Verband unterteilt das Mastersschwimmen ebenfalls in Fünfjahresbereiche nach dem Geburtsjahr: Beispielsweise fallen in die Altersklasse 55 alle Sportler die am Jahresende 55–59 Jahre alt sind.
Im internationalen Radsport gehören Radrennfahrer ab dem 30. Lebensjahr, im Bahnradsport ab dem 35. Lebensjahr, grundsätzlich den Masters an. Dies gilt nicht für Fahrer dieses Alters, die als Mitglieder internationaler Radsportteams oder aufgrund eigener Wahl in der Eliteklasse starten.
In anderen Sportarten sind auch Einteilungen wie „über 40 bis unter 51; über 50 bis unter 61 usw.“ üblich.

## Leistungsklassen
Die Leistungsklassenstruktur variiert von Sportart zu Sportart sehr stark. Sie geht von sehr differenzierten Systemen, die 25 Stufen aufweisen (wie im Tennis) über sechs und mehr Stufen (wie im Fußball) bis zu einklassigen Systemen im Erwachsenenbereich. Während in den Mannschaftssportarten eine Unterscheidung primär durch die Angehörigkeit der Mannschaften zu bestimmten Ligen erfolgt, gibt es in Individualsportarten häufig verschiedene Leistungsklassen. Dabei gibt es immer eine oberste Kategorie (geläufige Bezeichnungen hierfür sind z. B. Hauptklasse, Aktivenklasse, Leistungsklasse, Elite) und abgestufte Kategorien mit schwächeren Sportlern (Bezeichnungen z. B. Anschlussklasse, Leistungsklasse II und etliche andere).
Dies ermöglicht auch Sportlern, die nicht auf allerhöchstem Niveau angesiedelt sind, die Möglichkeit, an Wettkämpfen in ihrer Klasse mit Siegchancen teilzunehmen. Die Zugehörigkeit zu bestimmten Leistungsklassen wird dabei oft durch Platzierungen in Ranglisten bestimmt.